# Hoplia dombrovskii
Hoplia dombrovskii är en skalbaggsart som beskrevs av Anton Franz Nonfried 1895. Hoplia dombrovskii ingår i släktet Hoplia och familjen Melolonthidae. Inga underarter finns listade i Catalogue of Life.